# Saint-Georges (Lyon)
Pour les articles homonymes, voir Saint-Georges.
Saint-Georges est un quartier situé dans le 5e arrondissement de la ville de Lyon (France) dont le nom est donné par le vocable de l'église paroissiale. Situé dans le périmètre sauvegardé inscrit au patrimoine mondial par l'UNESCO, il constitue l'une des trois paroisses du Vieux Lyon, cœur historique de Lyon, avec celles de Saint-Jean et Saint-Paul.
Parmi ses édifices remarquables on trouve l'église Saint-Georges, de nombreuses traboules ainsi que de nombreux immeubles intéressants, entre autres situés sur les rues Saint-Georges, du Doyenné et de la Quarantaine.

## Situation du quartier
- La rue Saint-Georges, cœur du quartier, est le prolongement de la rue Tramassac qui vient de Saint-Jean. Elle comporte quatre curiosités dignes d'intérêt : 
  - La 'maison du soleil' datant du XVIIe siècle portant l'emblème de la famille Barou du Soleil avec une cour intérieure elliptique et sur sa façade, des statues de La Vierge et de Saint-Pierre.
  - Un peu plus loin au no 7, de belles fenêtres dites 'géminées'.
  - Un escalier à vis dans une tourelle au no 12.
  - Au  no 62, un escalier à vis dans une belle cour intérieure.
- La montée des Épies fut créée en 1535 par Claude Le Viste pour desservir une propriété lotie en parcelles appelées des 'pies'. On a donné son nom à une petite place, renfoncement de la place Bellecour qui donne dans la rue de la barre.
- La rue du Doyenné : son nom provient de l'édifice qui s'y dressait alors, l'hôtel du doyen du chapitre de Saint-Jean. Dans cette rue, se trouve la statue de Laurent Mourguet, le créateur de Guignol.
- Les montées du Gourguillon et du chemin neuf encore pavées par endroits et très escarpées, qui rejoignent l'Antiquaille et les théâtres romains à Fourvière.
- À Saint-Georges, de nombreuses traboules émaillent le quartier :
  - Du 1 montée du Gourguillon au 2 rue Saint-Georges ;
  - Du 8 rue Saint-Georges au 5 montée du Gourguillon ;
  - Du 3 montée du Gourguillon au 6 rue Saint-Georges ;
  - Du 29 rue du Doyenné au 12 place Benoît Crépu ;
  - Du 19 quai Fulchiron au 45 rue Saint-Georges ;
  - Du 66 rue Saint-Georges au 19 montée des Épies ;
  - Du 35 montée du chemin neuf au 2 montée du Gourguillon.

## Histoire
Préhistoire :
âge de fer tardif, aiguille d'os pour la couture des peaux sur le site de la quarantaine, archive disparue lors des événements de mai 1968, mais relatée et dessinée fin XIXe siècle et par un témoin vivant encore actuellement membre de l'académie lyonnaise,
nombreux vestiges quai des étroits de port fluvial sur le Rhône (trésor de choulans) donnant une des étymologies du nom de Lyon : lougoudounou selon un grec antérieur aux romains (ce qui semble vouloir dire : « le port des gens de lug »)
lug selon les celtes et les traditions nordiques représentant un dieu borgne, comme un géant cyclopéen, une statue cyclopéenne est trouvée en bas de Choulans et recueilli au musée gallo-romain de Fourvière.
L'époque préhistorique plus antérieure est marquée par le recul des glaciers de Lyon et l'ouverture du bouchon sur la Saône vers Saint-Paul et Saint-Nizier, les paroisses autrefois puissantes déterminaient les quartiers et la datation des époques successives, le confluent Saône et Rhône a progressivement été repoussé vers le sud à partir du défile de l'homme de la roche et du haut fond du change.
les celtes occupaient la base fluviale, les hauteurs de Fourvière, ainsi que le col du haut de Choulans vers le versant de Vaise, traces de foyers découverts lors du percement du tunnel routier de Fourvière côté quarantaine
Saint-Georges était un port situé au confluent des deux cours d'eau, le lieu de Saint-Jean et sa cathédrale actuelle était une île sur la Saône, donc port fluvial, cité de potiers, de chasseurs, tout préparait à travers les brumes et brouillards à l'arrivée des romains.

### Moyen Âge et Renaissance
La fondation du monastère de Sainte-Eulalie marque le renouveau du quartier. Sa fondation serait accordée à saint Sacerdos, évêque de Lyon de 486 à 551, grâce aux reliques de sainte Eulalie , ramenées d'Espagne par le roi Childebert Ier en 547. Le monastère est ruiné par les invasions sarrasines de 732 mais renaît de ses cendres grâce au missi dominici que Charlemagne envoie à Lyon, Leidrade, qui sera élu évêque de Lyon en 798.

### Les Hospitaliers
C'est en 1315 que les Hospitaliers de l'ordre de Saint-Jean de Jérusalem s'installent près de l'église Saint-Georges. En 1492, le commandeur Humbert de Beauvoir fit restaurer l’église de Saint-Georges et construire l’hôtel de la Commanderie. La Commanderie de Malte était une grande maison au bord de la Saône, qui était flanquée de deux grosses tours encore debout en 1860, et qui avait une poterne sur la rivière. Il y avait plusieurs cours intérieures. Au début, cette commanderie ne fut pas très importante, et elle relevait de la langue d’Auvergne. Ensuite elle devint grand-bailliage de la religion et chef-lieu de la langue d’Auvergne, c’est-à-dire une des principales commanderies de France. Chaque année s’y tenait le Chapitre du grand-prieur d’Auvergne, et plusieurs grands-prieurs et grands dignitaires y eurent leur résidence. Elle avait un prieur-curé, prêtre conventuel de l’ordre, un vicaire et quatre chapelains. A la révolution, la nation devint propriétaire de la Commanderie et ce n’est qu’en 1807 qu’elle fut vendue comme bien national. La Commanderie continua à être habitée par des locataires particuliers jusqu’en 1860, année où elle fut démolie pour faire la place qui porte son nom.

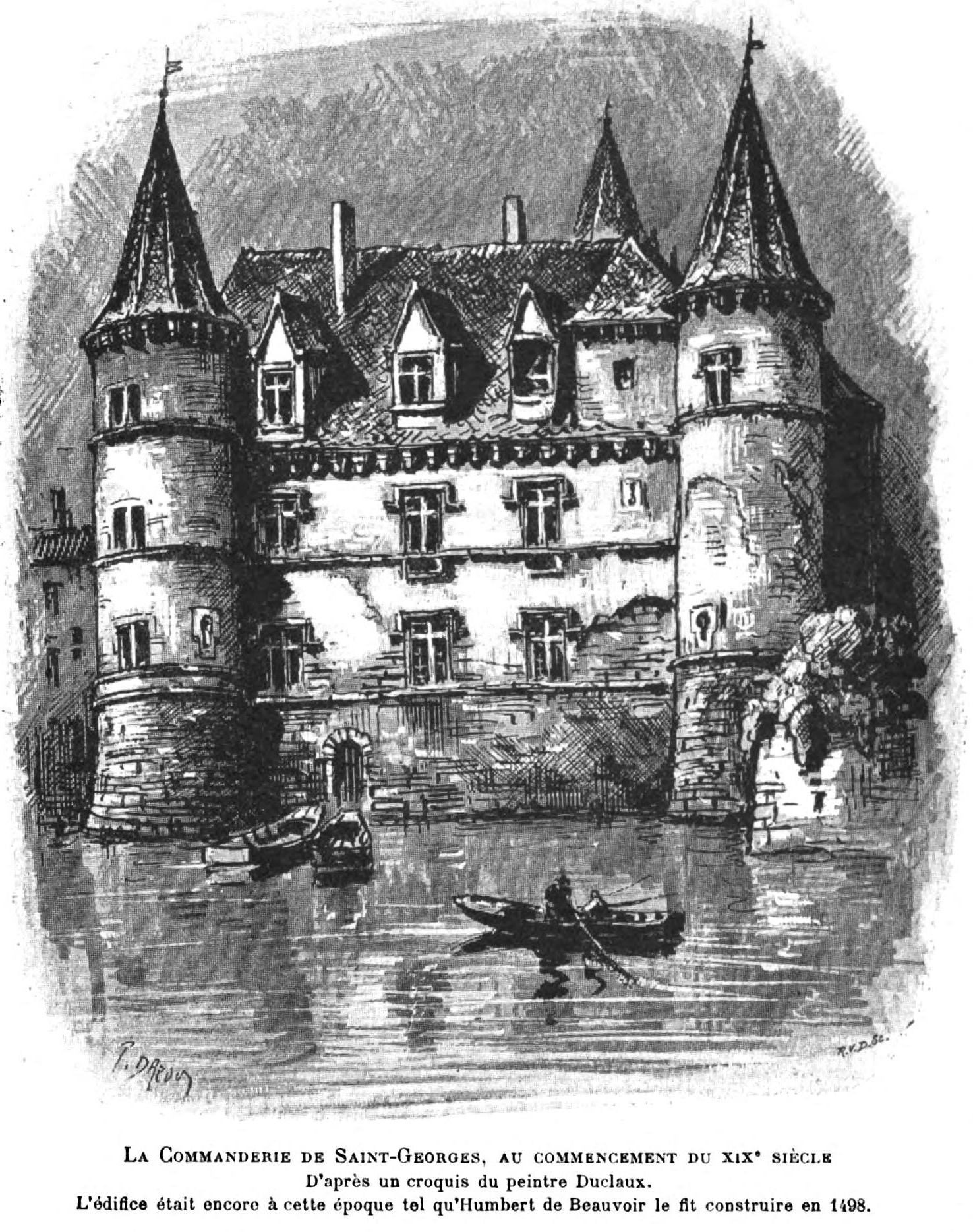
La commanderie de Saint Georges au commencement du XIXe siècle.
Vue de la commanderie Saint-Georges depuis l'autre berge de la Saône dessinée par Hippolyte Leymarie en 1843

### Du XVIIe siècle au XIXe siècle

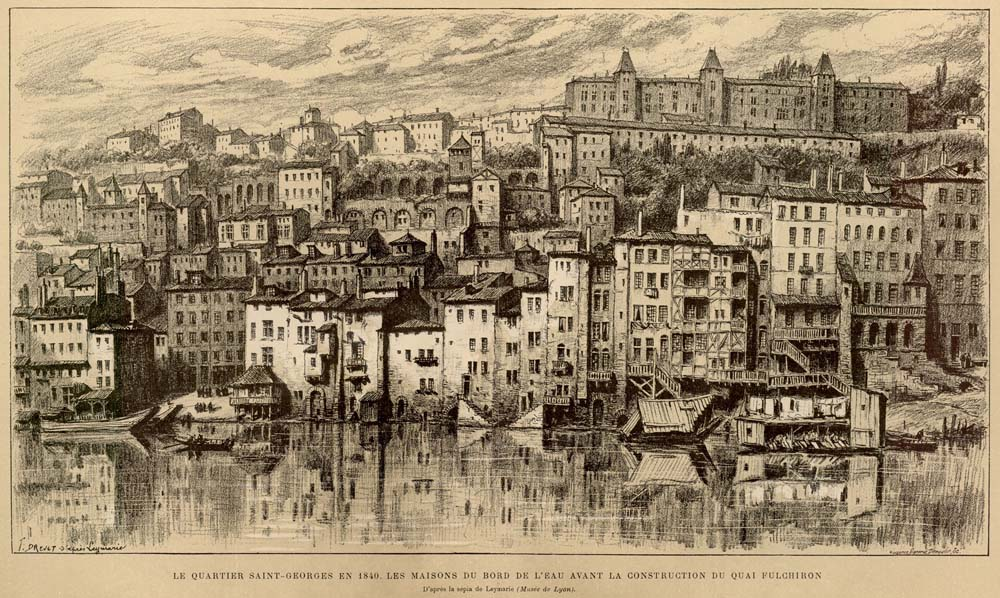
Le quartier Saint-Georges en 1840.

## Vie locale
L'association Les Dragons de Saint Georges anime le quartier depuis de nombreuses années.
Elle y organise différents événements parmi lesquels le Carnaval de Saint Georges, des repas de quartier, un vide-greniers et bien d'autres manifestations culturelles et festives.

## Accessibilité
Ce site est desservi par la station de métro Vieux Lyon - Cathédrale Saint-Jean.